# Еквівалентний діаметр труби
Еквівалентний діаметр труби (гідравліка) - діаметр гіпотетичного трубопроводу круглого перерізу, для якого відношення площі S до повного (змоченого) периметру П той же, що і для даного трубопроводу некруглого перетину.
Еквівалентний (або гідравлічний) діаметр - це діаметр круглої труби, що має площу поперечного перерізу, рівну площі труби іншої форми:
de =4 S / П,
де S - площа поперечного перерізу труби некруглої форми, П - повний змочений периметр труби.
Поняття еквівалентного (гідравлічного) діаметра використовують у формулах для розрахунку втрат тиску в трубах, форма поперечного перерізу яких відрізняється від кола.